# Lirema
Lirema Sverige AB är ett svenskt vårdföretag som driver ögonkirurgiska kliniker i Stockholm, Göteborg och Malmö. Bolaget har huvudkontor på Kungsgatan 54, 111 35 Stockholm och organisationsnummer 556981-2414.
Företaget etablerades 2014 och ingår i LIR-H-koncernen. Verksamheten omfattar specialiserad somatisk ögonsjukvård och synkorrigerande kirurgi; kliniker i Stockholm, Göteborg och Malmö uppger att den erbjuder metoder som SMILE PRO, FS-LASIK, SURFACE (TRANS PRK / LASEK eller NO CUT), PRESBYOND, linsbyte (RLE), gråstarrsoperation, ICL.
Per 2024 redovisar bolaget cirka 82 120 tkr i omsättning och omkring 25 anställda.